# Vaux-le-Pénil
Vaux-le-Pénil és un municipi francès, situat al departament de Sena i Marne i a la regió de Illa de França. L'any 2007 tenia 11.377 habitants.
Forma part del cantó de Melun, del districte de Melun i de la Comunitat d'aglomeració Melun Val de Seine.

## Demografia

### Població
El 2007 la població de fet de Vaux-le-Pénil era d'11.377 persones. Hi havia 4.235 famílies, de les quals 937 eren unipersonals (357 homes vivint sols i 580 dones vivint soles), 1.220 parelles sense fills, 1.674 parelles amb fills i 404 famílies monoparentals amb fills.
La població ha evolucionat segons el següent gràfic:
Habitants censats

### Habitatges
El 2007 hi havia 4.437 habitatges, 4.304 eren l'habitatge principal de la família, 17 eren segones residències i 116 estaven desocupats. 2.874 eren cases i 1.558 eren apartaments. Dels 4.304 habitatges principals, 3.106 estaven ocupats pels seus propietaris, 1.099 estaven llogats i ocupats pels llogaters i 99 estaven cedits a títol gratuït; 80 tenien una cambra, 346 en tenien dues, 672 en tenien tres, 1.139 en tenien quatre i 2.068 en tenien cinc o més. 3.504 habitatges disposaven pel capbaix d'una plaça de pàrquing. A 2.053 habitatges hi havia un automòbil i a 1.937 n'hi havia dos o més.

### Piràmide de població
La piràmide de població per edats i sexe el 2009 era:
| Homes | Edats   | Dones |
| ----- | ------- | ----- |
| 0     | 95 o +  | 8     |
| 16    | 90 a 94 | 12    |
| 4     | 85 a 89 | 44    |
| 20    | 80 a 84 | 44    |
| 92    | 75 a 79 | 132   |
| 124   | 70 a 74 | 160   |
| 168   | 65 a 69 | 124   |
| 168   | 60 a 64 | 196   |
| 316   | 55 a 59 | 288   |
| 380   | 50 a 54 | 392   |
| 484   | 45 a 49 | 504   |
| 448   | 40 a 44 | 484   |
| 432   | 35 a 39 | 508   |
| 340   | 30 a 34 | 380   |
| 284   | 25 a 29 | 296   |
| 336   | 20 a 24 | 252   |
| 432   | 15 a 19 | 472   |
| 476   | 10 a 14 | 480   |
| 420   | 5 a 9   | 408   |
| 284   | 0 a 4   | 280   |

## Economia
El 2007 la població en edat de treballar era de 7.721 persones, 5.750 eren actives i 1.971 eren inactives. De les 5.750 persones actives 5.379 estaven ocupades (2.705 homes i 2.674 dones) i 370 estaven aturades (163 homes i 207 dones). De les 1.971 persones inactives 660 estaven jubilades, 967 estaven estudiant i 344 estaven classificades com a «altres inactius».

### Ingressos
El 2009 a Vaux-le-Pénil hi havia 4.159 unitats fiscals que integraven 11.275,5 persones, la mediana anual d'ingressos fiscals per persona era de 23.573 €.

### Activitats econòmiques
Dels 534 establiments que hi havia el 2007, 13 eren d'empreses extractives, 5 d'empreses alimentàries, 8 d'empreses de fabricació de material elèctric, 3 d'empreses de fabricació d'elements pel transport, 47 d'empreses de fabricació d'altres productes industrials, 77 d'empreses de construcció, 109 d'empreses de comerç i reparació d'automòbils, 51 d'empreses de transport, 22 d'empreses d'hostatgeria i restauració, 16 d'empreses d'informació i comunicació, 19 d'empreses financeres, 14 d'empreses immobiliàries, 73 d'empreses de serveis, 40 d'entitats de l'administració pública i 37 d'empreses classificades com a «altres activitats de serveis».
Dels 125 establiments de servei als particulars que hi havia el 2009, 1 era una comissaria de policia, 1 oficina del servei públic d'ocupació, 1 oficina de correu, 2 oficines bancàries, 17 tallers de reparació d'automòbils i de material agrícola, 4 tallers d'inspecció tècnica de vehicles, 1 autoescola, 9 paletes, 18 guixaires pintors, 7 fusteries, 7 lampisteries, 11 electricistes, 6 empreses de construcció, 15 perruqueries, 1 veterinari, 14 restaurants, 5 agències immobiliàries, 3 tintoreries i 2 salons de bellesa.
Dels 22 establiments comercials que hi havia el 2009, 3 eren supermercats, 1 un supermercat, 3 botiges de menys de 120 m², 3 fleques, 2 carnisseries, 3 llibreries, 1 una botiga d'equipament de la llar, 1 una sabateria, 1 una botiga d'electrodomèstics, 1 una botiga de mobles, 1 una botiga de material de revestiment de parets i terra i 2 floristeries.
L'any 2000 a Vaux-le-Pénil hi havia 5 explotacions agrícoles.

## Equipaments sanitaris i escolars
El 2009 hi havia 3 farmàcies i 2 ambulàncies.
El 2009 hi havia 3 escoles maternals i 3 escoles elementals. A Vaux-le-Pénil hi havia 1 col·legi d'educació secundària i 1 liceu d'ensenyament general. Als col·legis d'educació secundària hi havia 724 alumnes i als liceus d'ensenyament general 1.109.

## Poblacions més properes
El següent diagrama mostra les poblacions més properes.